# Giumbolo
Giumbolo è un personaggio immaginario a cartoni animati ideato nel 1978 da Guido De Maria per la trasmissione Supergulp! - I fumetti in TV.

## Descrizione
Le animazioni erano di Renato Berselli e della Cartoncine.
Giungeva all'improvviso nello studio dove interrompeva i presentatori del programma, Nick Carter, Patsy e Ten, cantando una celebre canzoncina: "Mi chiamo Giumbolo - giuggiumbolo - giuggiumbolo...". L'omonima canzone "Giumbolo", sigla finale di Supergulp, era stata scritta dallo stesso Guido De Maria insieme al musicista Franco Godi (detto Mr. Jingle) e cantata da Giorgio Marchi (in arte Giona). Il 45 giri fu un buon successo, che vendette oltre 100 000 copie. L'anno successivo Giumbolo cantava "Giumbolando" sempre di De Maria - Godi e con la voce di Giona.
Tra il 1981 e il 1983 il personaggio ebbe una sua versione a fumetti, curata dallo studio BRC Comics di Rapallo e pubblicata sul settimanale TV Junior.